# Ludwig Friedrich von Froriep
Ludwig Johann Friedrich Froriep (Erfurt, 15 de janeiro de 1779 — Weimar,  28 de julho de 1847),  a partir de 1 de dezembro de 1810 com o título de von Froriep, foi um ginecologista e professor universitário.

## Biografia
Ludwig Friedrich Froriep era filho do professor de teologia e orientalista Justus Friedrich Froriep (1745-1800) e da sua mulher Amalie Henriette Sophie, nascida Becker (1752-1784). Estudou medicina na Universidade de Jena, onde a 6 de abril de 1799, recebeu o grau de doutor em Medicina. Seguiu-se um período de estudos na Universidade de Viena, de abril a setembro do mesmo ano. Em 1801 (segundo outras fontes, 1800) tornou-se professor particular e diretor-adjunto do instituto privado de obstetrícia da Universidade de Jena.
A 29 de abril de 1801, casou em Weimar com Charlotte Bertuch (1779-1839), filha do editor Friedrich Justin Bertuch. O casamento foi realizado por Johann Gottfried Herder. Em 1802, recebeu uma cátedra em Jena. De setembro de 1802 a maio de 1803, estudou em Paris, regressando após uma paragem em Leiden e Amesterdão, nos Países Baixos.
Em 1804, mudou-se para a Universidade Martinho Lutero de Halle-Wittenberg (a Martin-Luther-Universität Halle-Wittenberg) como professor catedrático de obstetrícia. Aí dedicou-se mais à história natural, à anatomia comparada e à cirurgia. Depois de Napoleão ter ordenado a dissolução daquela universidade em 19 de outubro de 1806, Froriep começou por trabalhar como médico de clínica geral em Halle. De novembro de 1807 a outubro de 1808, permaneceu em Berlim, onde estava prevista a fundação de uma universidade, mas que só começa a funcionar em 1810. Em 1808, foi-lhe atribuído um doutoramento honoris causa pela Universidade de Halle, que entretanto fora reaberta. No entanto, no mesmo ano, aceitou uma cátedra de cirurgia e obstetrícia na Universidade Eberhard Karls, de Tübingen, onde, em 1810, passou a lecionar também anatomia. Em 1 de dezembro de 1810, foi nomeado cavaleiro da Ordem do Mérito Civil (Württemberg) (a Königlich-Württembergischer Civil-Verdienst-Orden), o que estava associado à sua elevação à nobreza pessoal. Em 1 de maio de 1815, foi nomeado médico pessoal do rei Friedrich I de Württemberg, em Stuttgart, e, em 16 de abril de 1815, tornou-se membro da Secção Médica do Ministério Real.
Em março de 1816, Froriep mudou-se para Weimar para apoiar o seu sogro (na altura chefe do Comptoir Industrial do Estado) e tornou-se o conselheiro de Saúde de Sachsen-Weimar  (Saxónia-Weimar), o cargo máximo na direção do serviço de saúde do Grão-Ducado da Saxónia-Weimar.
Permaneceu em Londres de agosto a novembro de 1817 e viajou para Copenhaga (Dinamarca) e Lund (Suécia) em setembro de 1821. Após a morte de seu sogro, o editor Friedrich Justin Bertuch, ocorrida em 1822, assumiu ele próprio o cargo de chefe do Comptoir Industrial do Estado, mas continuou a exercer a sua atividade como médico e jornalista médico. Em 1822, foi eleito membro da Leopoldina.
Ludwig Friedrich von Froriep manteve contacto estreito com Johann Wolfgang von Goethe. A partir de 1823, foi membro do Parlamento da Saxónia-Weimar-Eisenach, em representação dos cidadãos do distrito de Weimar-Jena. 
Adoeceu em 1846 e morreu no ano seguinte em Weimar. O seu filho Robert Friedrich Froriep foi também um famoso médico e o seu neto August von Froriep foi um reputado anatomista. 

## Froriep e o crânio de Schiller
Em 1826, os ossos atribuídos ao poeta Friedrich Schiller, que tinha morrido em 1805 (mas cujo cadáver já não podia ser identificado com certeza na altura), foram recuperados do Jacobsfriedhof Weimar. No outono de 1826, Goethe pediu o crânio emprestado e escreveu as famosas tercinas (Terzinen). Em 1827, os supostos ossos de Schiller foram transferidos para a cripta dos príncipes de Weimar (a Weimarer Fürstengruft). 
Em 1883, o anatomista de Halle Hermann Welcker duvidou da autenticidade das ossadas de Schiller e, em 1911, o neto de Ludwig Friedrich von Froriep, o anatomista August von Froriep, apresentou um outro crânio como sendo o genuíno. O segundo crânio de Schiller é, por isso, também referido na literatura como o «crânio de Froriep». Durante anos, discutiu-se qual dos crânios era o verdadeiro. 
O crânio de Fürstengruft, ou seja, o crânio que se encontrava no sarcófago de Schiller na cripta dos príncipes (a Fürstengruft), é muito semelhante a máscaras mortuárias, bustos e pinturas de Schiller. Apesar disso, em 2008, uma análise de ADN revelou que o sarcófago de Schiller contém ossos de três pessoas diferentes e que os dois crânios não são de Schiller. O genealogista Ralf G. Jahn, que investigou os antepassados e os parentes de Schiller, formulou a hipótese, após uma análise exaustiva das fontes, de que é improvável que outra pessoa para além de Ludwig Friedrich von Froriep pudesse ter substituído deliberadamente o crânio. Ele tinha os conhecimentos e a oportunidade e, como seguidor fanático do frenologista Franz Joseph Gall, também tinha um motivo para fazer a troca. 
Froriep foi o chefe da comissão médica que apresentou o crânio de Fürstengruft como sendo o crânio de Schiller, e foi graças à sua influência decisiva que o mundo acreditou que o crânio de Fürstengruft era o crânio de Schiller. Possuía uma das mais extensas colecções de crânios e ossos do seu tempo, nas imediações do local de sepultamento de Schiller, com pelo menos 1500 peças distintas.

## Obras
Entre muitas outras, é autor da seguintes obras:
- De recto emeticorum usu. Diss. inaug. April 1799.[11]
- De methodo neonatis asphycticis svccvrrendi dissertatio. Jena 1801. Digitalisat.
- Darstellung der neuen, auf Untersuchungen der Verrichtungen des Gehirns gegründeten, Theorie der Physiognomik des Hn. Dr. Gall in Wien. Weimar 1801. Dritte, vermehrte und berichtigte Ausgabe Weimar 1802. Digitalisat.
- Theoretisch-praktisches Handbuch der Geburtshülfe, zum Gebrauche bey academischen Vorlesungen und für angehende Geburtshelfer. Landes-Industrie-Comptoir, Weimar 1802. Digitalisat. 9. Ausgabe 1832.
- Ueber die anatomischen Anstalten zu Tübingen, von Errichtung der Universität bis auf gegenwärtige Zeit. Landes-Industrie-Comptoir, Weimar 1811. Digitalisat.
- Einige Worte über den Vortrag der Anatomie auf Universitäten. Nebst einer neuen Darstellung des Gekröses und der Netze, als Fortsätze des Bauchfells. Landes-Industrie-Comptoir, Weimar 1812. Digitalisat.
- Ueber Anatomie in Beziehung auf Chirurgie. Nebst einer Darstellung der relativen Dicke und Lage der Muskeln am Ober- und Unterschenkel. Weimar 1813. Digitalisat.
- Ueber die Lage der Eingeweide im Becken nebst einer neuen Darstellung derselben. Weimar 1815.
- Redator (juntamente com Justin Bertuch) do jornal político Oppositions-Blatt oder Weimarische Zeitung (mit Beilage zum Oppositions-Blatte). Weimar 1817‒1820.[12] Digitalisate.
- Geburtshilfliche Demonstrationen, Weimar 1821–1832, 11 Hefte
- Fundador e editor da série Notizen aus dem Gebiete der Natur- und Heilkunde, Weimar 1822–1836, publicado em 50 volumes, desde 1837, juntamente com o seu filho Robert, sob o título Neue Notizen etc.
- Fundador do anuário Fortschritte der Geographie und Naturgeschichte, Weimar 1846–1848, publicado em 5 volumes